# María José Martínez Sánchez
Dit is een Spaanse naam; Martínez is de vadernaam en Sánchez is de moedernaam.
María José Martínez Sánchez (Yecla, 12 augustus 1982) is een professioneel tennisspeelster uit Spanje. Martínez Sánchez begon met tennis toen zij zes jaar oud was. Haar favoriete ondergrond is hardcourt. Zij speelt linkshandig en heeft een tweehandige backhand.

## Loopbaan

### Enkelspel
Martínez Sánchez debuteerde in 1997 op het ITF-toernooi van Balaguer (Spanje). Zij stond in 1999 voor het eerst in een finale, op het ITF-toernooi van Ceuta (Spanje) – zij verloor van landgenote Nuria Llagostera Vives. Later dat jaar veroverde Martínez Sánchez haar eerste titel, op het ITF-toernooi van Valladolid (Spanje), door de Koreaanse Choi Ju-yeon te verslaan. In totaal won zij twaalf ITF-titels, de laatste in 2007 in Granada (Spanje).
In 2001 speelde Martínez Sánchez voor het eerst op een WTA-hoofdtoernooi, op het toernooi van Bogota. Zij bereikte er de kwartfinale. Zij stond in 2008 voor het eerst in een WTA-finale, op het toernooi van Barcelona – zij verloor van de Russin Maria Kirilenko. In 2009 veroverde Martínez Sánchez haar eerste WTA-titel, op het toernooi van Bogota, door de Argentijnse Gisela Dulko te verslaan. In totaal won zij vijf WTA-titels, de laatste in 2011 in Seoel.
Martínez Sánchez speelde tweemaal op de Olympische Spelen, in 2008 in Peking en in 2012 in Londen. In beide gevallen bereikte zij de tweede ronde.
Haar beste resultaat op de grandslamtoernooien is het bereiken van de derde ronde. Haar hoogste notering op de WTA-ranglijst is de negentiende plaats, die zij bereikte in mei 2010.

### Dubbelspel
Hoewel Martínez Sánchez niet onverdienstelijk speelt in het enkelspel, is zij veel succesvoller in het vrouwendubbelspel. Zij debuteerde in 1997 op het ITF-toernooi van Balaguer (Spanje), samen met landgenote Eva Trujillo – zij drong meteen door tot de halve finale. In haar tweede toernooi, in 1998, bereikte zij al de finale, op het ITF-toernooi van Tortosa (Spanje), samen met landgenote Anabel Medina Garrigues – zij verloren van het Spaanse duo Patricia Aznar en Cynthia Perez. In 1999 veroverde Martínez Sánchez haar eerste titel, op het ITF-toernooi van Ceuta (Spanje), samen met landgenote Rocío González, door het duo Oleksandra Kravets en Nuria Llagostera Vives te verslaan. In totaal won zij 23 ITF-titels, de laatste in 2015 in Ankara (Turkije).
In 2001 speelde Martínez Sánchez voor het eerst op een WTA-hoofdtoernooi, op het toernooi van Bogota, samen met landgenote Lourdes Domínguez Lino. Zij bereikte meteen de halve finale. De week erop stond zij voor het eerst in een WTA-finale, op het toernooi van Acapulco, samen met landgenote Anabel Medina Garrigues – hier veroverde zij haar eerste titel, door het koppel Virginia Ruano Pascual en Paola Suárez te verslaan. In totaal won zij twintig WTA-titels, waarvan vier met Anabel Medina Garrigues (in 2001) en tien met Nuria Llagostera Vives (2008–2012).
Haar beste resultaat op de grandslamtoernooien is het bereiken van de halve finale. Haar hoogste notering op de WTA-ranglijst is de vierde plaats, die zij bereikte in juli 2010.

#### Gemengd dubbelspel
Haar beste resultaat op de grandslamtoernooien is het bereiken van de halve finale, op Wimbledon 2017 en nogmaals op het Australian Open 2018, allebei samen met de Braziliaan Marcelo Demoliner, vervolgens op het Australian Open 2019 met de Brit Neal Skupski aan haar zijde.

### Tennis in teamverband
In de periode 2008–2019 maakte Martínez Sánchez deel uit van het Spaanse Fed Cup-team – zij behaalde daar een winst/verlies-balans van 10–7. In 2008 speelde zij in de halve finale van Wereldgroep I – zij versloegen de Chinese dames met 4–1.
In 2010 won zij voor Spanje de Hopman Cup, samen met Tommy Robredo. In de finale versloegen zij het Britse koppel Laura Robson / Andy Murray.

## Posities op deWTA-ranglijst
Positie per einde seizoen:
| jaar | rang enkelspel | rang dubbelspel |
| ---- | -------------- | --------------- |
| 1998 | 667            | 545             |
| 1999 | 329            | 323             |
| 2000 | 153            | 189             |
| 2001 | 92             | 40              |
| 2002 | 278            | 79              |
| 2003 | 348            | 112             |
| 2004 | –              | 265             |
| 2005 | 397            | 131             |
| 2006 | 109            | 62              |
| 2007 | 173            | 108             |
| 2008 | 92             | 30              |
| 2009 | 27             | 6               |
| 2010 | 28             | 15              |
| 2011 | 35             | 21              |
| 2012 | 161            | 15              |
| 2013 | 532            | 129             |
|      |                |                 |
| 2015 | –              | 115             |
| 2016 | 664            | 42              |
| 2017 | 636            | 24              |
| 2018 | –              | 18              |

## Palmares
| Legenda                | Legenda                  |
| ---------------------- | ------------------------ |
| Grandslamtoernooi      |                          |
| Olympische Spelen      |                          |
| Year-End Championships |                          |
| tot 2009               | 2009 – 2020 / vanaf 2021 |
| Tier I                 | Premier Mandatory        |
| Tier II                | Premier Five / WTA 1000  |
| Tier III               | Premier / WTA 500        |
| Tier IV & V            | International / WTA 250  |
|                        | Challenger / WTA 125     |

### WTA-finaleplaatsen enkelspel
| nr.              | finale     | toernooi        | ondergrond | tegenstandster     | score    |         |
| ---------------- | ---------- | --------------- | ---------- | ------------------ | -------- | ------- |
| gewonnen finales |            |                 |            |                    |          |         |
| 1.               | 2009-02-22 | WTA Bogota      | gravel     | Gisela Dulko       | 6-3, 6-2 | details |
| 2.               | 2009-07-11 | WTA Båstad      | gravel     | Caroline Wozniacki | 7-5, 6-4 | details |
| 3.               | 2010-05-08 | WTA Rome        | gravel     | Jelena Janković    | 7-6, 7-5 | details |
| 4.               | 2011-07-17 | WTA Bad Gastein | gravel     | Patricia Mayr      | 6-0, 7-5 | details |
| 5.               | 2011-09-25 | WTA Seoel       | hardcourt  | Galina Voskobojeva | 7-6, 7-6 | details |
| verloren finales |            |                 |            |                    |          |         |
| 1.               | 2008-06-15 | WTA Barcelona   | gravel     | Maria Kirilenko    | 0-6, 2-6 | details |

### WTA-finaleplaatsen dubbelspel
| nr.                                 | finale     | toernooi          | ondergrond    | partner                 | tegenstandsters                               | score            |         |
| ----------------------------------- | ---------- | ----------------- | ------------- | ----------------------- | --------------------------------------------- | ---------------- | ------- |
| gewonnen finales vrouwendubbelspel  |            |                   |               |                         |                                               |                  |         |
| 1.                                  | 2001-03-03 | WTA Acapulco      | gravel        | Anabel Medina Garrigues | Virginia Ruano Pascual Paola Suárez           | 6-4, 6-7, 7-5    | details |
| 2.                                  | 2001-04-08 | WTA Porto         | gravel        | Anabel Medina Garrigues | Alexandra Fusai Rita Grande                   | 6-1, 6-7, 7-5    | details |
| 3.                                  | 2001-05-06 | WTA Bol           | gravel        | Anabel Medina Garrigues | Nadja Petrova Tina Pisnik                     | 7-5, 6-4         | details |
| 4.                                  | 2001-08-05 | WTA Bazel         | gravel        | Anabel Medina Garrigues | Joannette Kruger Marta Marrero                | 7-6, 6-2         | details |
|                                     |            |                   |               |                         |                                               |                  |         |
| 5.                                  | 2008-03-01 | WTA Acapulco      | gravel        | Nuria Llagostera Vives  | Iveta Benešová Petra Cetkovská                | 6-2, 6-4         | details |
| 6.                                  | 2009-02-22 | WTA Bogota        | gravel        | Nuria Llagostera Vives  | Gisela Dulko Flavia Pennetta                  | 7-5, 3-6, [10-7] | details |
| 7.                                  | 2009-02-28 | WTA Acapulco      | gravel        | Nuria Llagostera Vives  | Lourdes Domínguez Lino Arantxa Parra Santonja | 6-4, 6-2         | details |
| 8.                                  | 2009-04-19 | WTA Barcelona     | gravel        | Nuria Llagostera Vives  | Sorana Cîrstea Andreja Klepač                 | 3-6, 6-2, [10-8] | details |
| 9.                                  | 2009-07-18 | WTA Palermo       | gravel        | Nuria Llagostera Vives  | Marija Koryttseva Darija Koestova             | 6-1, 6-2         | details |
| 10.                                 | 2009-08-23 | WTA Toronto       | hardcourt     | Nuria Llagostera Vives  | Samantha Stosur Rennae Stubbs                 | 2-6, 7-5, [11-9] | details |
| 11.                                 | 2009-08-29 | WTA New Haven     | hardcourt     | Nuria Llagostera Vives  | Iveta Benešová Lucie Hradecká                 | 6-2, 7-5         | details |
| 12.                                 | 2009-11-01 | WTA Championships | hardcourt     | Nuria Llagostera Vives  | Cara Black Liezel Huber                       | 7-6, 5-7, [10-7] | details |
| 13.                                 | 2010-02-20 | WTA Dubai         | hardcourt     | Nuria Llagostera Vives  | Květa Peschke Katarina Srebotnik              | 7-6, 6-4         | details |
| 14.                                 | 2011-02-20 | WTA Dubai         | hardcourt     | Liezel Huber            | Květa Peschke Katarina Srebotnik              | 7-6, 6-3         | details |
| 15.                                 | 2011-07-09 | WTA Båstad        | gravel        | Lourdes Domínguez Lino  | Nuria Llagostera Vives Arantxa Parra Santonja | 6-3, 6-3         | details |
| 16.                                 | 2012-06-23 | WTA Eastbourne    | gras          | Nuria Llagostera Vives  | Liezel Huber Lisa Raymond                     | 6-4, opg.        | details |
| 17.                                 | 2016-06-19 | WTA Mallorca      | gras          | Gabriela Dabrowski      | Anna-Lena Friedsam Laura Siegemund            | 6-4, 6-2         | details |
| 18.                                 | 2017-09-23 | WTA Tokio         | hardcourt     | Andreja Klepač          | Darja Gavrilova Darja Kasatkina               | 6-3, 6-2         | details |
| 19.                                 | 2018-07-24 | WTA Mallorca      | hardcourt     | Andreja Klepač          | Lucie Šafářová Barbora Štefková               | 6-1, 3-6, [10-3] | details |
| 20.                                 | 2019-05-03 | WTA Rabat         | gravel        | Sara Sorribes Tormo     | Georgina García Pérez Oksana Kalasjnikova     | 7-5, 6-1         | details |
| 21.                                 | 2019-08-23 | WTA The Bronx     | hardcourt     | Darija Jurak            | Margarita Gasparjan Monica Niculescu          | 7-5, 2-6, [10-7] | details |
| verloren finales vrouwendubbelspel  |            |                   |               |                         |                                               |                  |         |
| 1.                                  | 2001-07-15 | WTA Palermo       | gravel        | Anabel Medina Garrigues | Tathiana Garbin Janette Husárová              | 6-4, 2-6, 4-6    | details |
| 2.                                  | 2001-07-29 | WTA Casablanca    | gravel        | María Emilia Salerni    | Ljoebomira Batsjeva Åsa Carlsson              | 3-6, 7-6, 1-6    | details |
| 3.                                  | 2002-08-11 | WTA Helsinki      | gravel        | Eva Bes Ostáriz         | Svetlana Koeznetsova Arantxa Sánchez          | 3-6, 7-6, 3-6    | details |
| 4.                                  | 2003-07-13 | WTA Palermo       | gravel        | Arantxa Parra Santonja  | Adriana Serra Zanetti Emily Stellato          | 4-6, 2-6         | details |
|                                     |            |                   |               |                         |                                               |                  |         |
| 5.                                  | 2008-05-11 | WTA Berlijn       | gravel        | Nuria Llagostera Vives  | Cara Black Liezel Huber                       | 6-3, 2-6, [2-10] | details |
| 6.                                  | 2008-06-15 | WTA Barcelona     | gravel        | Nuria Llagostera Vives  | Lourdes Domínguez Lino Arantxa Parra Santonja | 6-4, 5-7, [4-10] | details |
| 7.                                  | 2009-07-11 | WTA Båstad        | gravel        | Nuria Llagostera Vives  | Gisela Dulko Flavia Pennetta                  | 2-6, 6-0, [5-10] | details |
| 8.                                  | 2009-08-16 | WTA Cincinnati    | hardcourt     | Nuria Llagostera Vives  | Cara Black Liezel Huber                       | 3-6, 6-0, [2-10] | details |
| 9.                                  | 2010-05-08 | WTA Rome          | gravel        | Nuria Llagostera Vives  | Gisela Dulko Flavia Pennetta                  | 4-6, 2-6         | details |
| 10.                                 | 2010-10-23 | WTA Moskou        | hardcourt (i) | Sara Errani             | Gisela Dulko Flavia Pennetta                  | 3-6, 6-2, [6-10] | details |
| 11.                                 | 2018-01-06 | WTA Brisbane      | hardcourt     | Andreja Klepač          | Kiki Bertens Demi Schuurs                     | 5-7, 2-6         | details |
| 12.                                 | 2018-02-18 | WTA Doha          | hardcourt     | Andreja Klepač          | Gabriela Dabrowski Jeļena Ostapenko           | 3-6, 3-6         | details |
| 13.                                 | 2018-04-08 | WTA Charleston    | gravel        | Andreja Klepač          | Alla Koedrjavtseva Katarina Srebotnik         | 3-6, 3-6         | details |
| gewonnen finales gemengd dubbelspel |            |                   |               |                         |                                               |                  |         |
| 1.                                  | 2010-01-08 | Hopman Cup        | hardcourt (i) | Tommy Robredo           | Laura Robson Andy Murray                      | 2–1              | details |

### Gewonnen ITF-toernooien enkelspel
| nr. | finale     | toernooi              | tegenstandster in finale | score         | dotatie  |
| --- | ---------- | --------------------- | ------------------------ | ------------- | -------- |
| 1.  | 1999-07-25 | Valladolid            | Choi Ju-yeon             | 7-6, 6-2      | $ 10.000 |
| 2.  | 2000-05-21 | Edinburgh             | Zsófia Gubacsi           | 6-2, 6-3      | $ 25.000 |
| 3.  | 2000-07-16 | Getxo                 | Joelija Vakoelenko       | 6-4, 6-0      | $ 25.000 |
| 4.  | 2000-07-23 | Valladolid            | Paula Hermida            | 6-4, 6-2      | $ 25.000 |
| 5.  | 2005-08-07 | Vigo                  | Annette Kolb             | 6-7, 7-5, 7-6 | $ 10.000 |
| 6.  | 2006-04-16 | San Luis Potosí       | María José Argeri        | 6-2, 4-6, 6-2 | $ 25.000 |
| 7.  | 2006-05-06 | Catania               | Karin Knapp              | 6-3, 4-6, 6-4 | $ 25.000 |
| 8.  | 2006-06-11 | Madrid                | Kelly Liggan             | 7-6, 6-3      | $ 25.000 |
| 9.  | 2006-10-29 | Sant Cugat del Vallès | Arantxa Parra Santonja   | 6-2, 6-4      | $ 25.000 |
| 10. | 2007-04-22 | Calvià                | Casey Dellacqua          | 6-1, 6-7, 7-5 | $ 25.000 |
| 11. | 2007-09-23 | Madrid                | Sabine Lisicki           | 6-2, 3-6, 6-3 | $ 25.000 |
| 12. | 2007-09-30 | Granada               | Monica Niculescu         | 6-3, 6-4      | $ 25.000 |

### Gewonnen ITF-toernooien dubbelspel
| nr. | finale     | toernooi        | partner                    | tegenstandsters in finale                       | score            |
| --- | ---------- | --------------- | -------------------------- | ----------------------------------------------- | ---------------- |
| 1.  | 1999-05-30 | Ceuta           | Rocío González             | Oleksandra Kravets Nuria Llagostera Vives       | 7-6, 6-0         |
| 2.  | 1999-10-03 | Oporto          | Lourdes Domínguez Lino     | Alicia Ortuño Michaela Paštiková                | 3-6, 6-2, 6-1    |
| 3.  | 2000-06-04 | Modena          | Lourdes Domínguez Lino     | Tina Hergold Maja Matevžič                      | 6-4, 4-6, 6-3    |
| 4.  | 2000-07-23 | Valladolid      | Alicia Ortuño              | Trudi Musgrave Lorna Woodroffe                  | 6-2, 6-4         |
| 5.  | 2000-09-10 | Denain          | Lourdes Domínguez Lino     | Jelena Bovina Mariana Díaz Oliva                | 6-4, 6-0         |
| 6.  | 2003-08-29 | Périgueux       | Anabel Medina Garrigues    | Lana Popadić Dally Randriantefy                 | 6-0, 6-3         |
| 7.  | 2003-07-06 | Mont-de-Marsan  | Paula García               | Kildine Chevalier Christina Zachariadou         | 6-4, 7-5         |
| 8.  | 2003-10-05 | Girona          | Conchita Martínez Granados | Ljoebomira Batsjeva Roberta Vinci               | 7-5, 6-3         |
| 9.  | 2005-02-27 | Melilla         | Sara Errani                | Sun Shengnan Yang Shujing                       | 6-7, 6-0, 7-5    |
| 10. | 2005-08-07 | Vigo            | Anna Font Estrada          | Estrella Cabeza Candela Matilde Muñoz Gonzalves | 6-2, 6-3         |
| 11. | 2005-08-21 | Coimbra         | Ana Catarina Nogueira      | Angelique Kerber Tatjana Priachin               | 6-4, 7-61        |
| 12. | 2005-09-18 | Bordeaux        | Conchita Martínez Granados | Julia Schruff Jasmin Wöhr                       | 7-5, 6-2         |
| 13. | 2005-10-22 | Sevilla         | Sara Errani                | Gabriela Niculescu Monica Niculescu             | 6-2, 7-6         |
| 14. | 2006-06-11 | Móstoles        | Joana Cortez               | Carla Tiene Jenifer Widjaja                     | 6-3, 6-2         |
| 15. | 2006-06-18 | Marseille       | Conchita Martínez Granados | Séverine Brémond Stéphanie Cohen-Aloro          | 7-5, 6-4         |
| 16. | 2006-10-15 | Joué-lès-Tours  | Stéphanie Cohen-Aloro      | Barbora Strýcová Renata Voráčová                | 7-5, 7-5         |
| 17. | 2007-09-23 | Madrid          | Arantxa Parra Santonja     | Monica Niculescu Yevgenia Savranska             | 6-1, 7-6         |
| 18. | 2007-09-30 | Granada         | Marta Marrero              | Alexandra Dulgheru Monica Niculescu             | 6-4, 6-1         |
| 19. | 2007-10-12 | Reggio Calabria | Marta Marrero              | Stefanie Haidner Sandra Martinović              | 6-1, 6-2         |
| 20. | 2007-10-27 | Sant Cugat      | Nuria Llagostera Vives     | Kira Nagy Aurélie Védy                          | 6-4, 6-1         |
| 21. | 2008-03-15 | Las Palmas      | Marta Marrero              | Anna Gerasimou Anna Hawkins                     | 6-2, 7-6         |
| 22. | 2008-04-20 | Saint-Malo      | Arantxa Parra Santonja     | Renata Voráčová Anastasija Jakimava             | 6-2, 6-1         |
| 23. | 2015-12-19 | Ankara          | Marina Melnikova           | Paula Kania Lesley Kerkhove                     | 6-4, 5-7, [10-8] |

## Resultaten grandslamtoernooien
| Legenda | Legenda                          |
| ------- | -------------------------------- |
| g.t.    | geen toernooi gehouden           |
| l.c.    | lagere categorie                 |
| –       | niet deelgenomen                 |
| G       | uitgeschakeld in de groepsfase   |
| 1R      | uitgeschakeld in de eerste ronde |
| 2R      | uitgeschakeld in de tweede ronde |
| 3R      | uitgeschakeld in de derde ronde  |
| 4R      | uitgeschakeld in de vierde ronde |
| KF      | uitgeschakeld in de kwartfinale  |
| HF      | uitgeschakeld in de halve finale |
| F       | de finale verloren               |
| W       | het toernooi gewonnen            |
| w-v     | winst/verlies-balans             |

### Enkelspel
| Australian Open | 1R | 1R | –  | –  | 3R | 2R | 2R | –  | 4-5 |
| Roland Garros   | 1R | –  | –  | 1R | 3R | 1R | 2R | 3R | 5-6 |
| Wimbledon       | 1R | –  | –  | 3R | 1R | –  | 3R | 1R | 4-5 |
| US Open         | 1R | –  | 1R | 1R | 3R | 2R | 1R | 2R | 4-7 |

### Vrouwendubbelspel
| Australian Open | –  | 2R | 1R | –  | –  | –  | KF | 3R | 2R | –  | 3R | –  | 1R | 3R | 1R | KF |
| Roland Garros   | 1R | 2R | 1R | –  | 3R | KF | 1R | HF | 3R | HF | 1R | 1R | 2R | 3R | KF | 2R |
| Wimbledon       | 1R | –  | –  | 3R | 2R | KF | KF | –  | 2R | KF | –  | 2R | 2R | 3R | 3R | –  |
| US Open         | –  | –  | –  | 2R | –  | 2R | KF | 1R | 3R | HF | –  | –  | 1R | KF | 1R | 1R |

### Gemengd dubbelspel
| Australian Open | –  | –  | –  | 1R | –  | –  | 1R | HF | HF | 6-4 |
| Roland Garros   | –  | –  | –  | –  | KF | –  | KF | KF | 2R | 6-4 |
| Wimbledon       | 1R | 1R | –  | –  | 2R | 1R | HF | 2R | –  | 5-6 |
| US Open         | –  | –  | 2R | –  | –  | –  | 2R | 1R | 1R | 2-4 |